# B*Witched
B*Witched («Биви́тчд») — ирландская гёрл-группа.

## Дискография
- Подробнее см. в статье «B*Witched discography» в англ. Википедии.

Студийные альбомы
- B*Witched[англ.] (1998)
- Awake and Breathe[англ.] (1999)
- Champagne or Guinness[англ.] (2014)